# Polisens grader på Island
Eftersom polisen på Island även utgör åklagarmyndighet, har också motsvarande grader inom det svenska åklagarväsendet angetts. Som åklagare lyder polisjuristerna under den isländske riksåklagaren.

## Tjänstegrader, tjänsteställning och antal tjänster
| Tjänste- ställning | Tjänstegrad                | Antal tjänster 2016 | Motsvarighet i svenska polisen | Motsvarighet i svenska åklagarväsendet |
| ------------------ | -------------------------- | ------------------- | ------------------------------ | -------------------------------------- |
| 1.                 | Ríkislögreglustjóri        | 1                   | Rikspolischef                  |                                        |
| 2.                 | Vararíkislögreglustjóri    | 1                   | Biträdande rikspolischef       | -                                      |
| 2.                 | Lögreglustjóri             | 10                  | Polismästare                   | Chefsåklagare                          |
| 3.                 | Aðstoðarlögreglustjóri     | 2                   | Polisöverintendent             | Kammaråklagare                         |
| 4.                 | Yfirlögregluþjónn          | 22                  | Polisintendent                 |                                        |
| 5.                 | Aðstoðaryfirlögregluþjónn  | 24                  | Poliskommissarie               |                                        |
| 6.                 | Aðalvarðstjóri             | 39                  | Poliskommissarie               |                                        |
| 6.                 | Lögreglufulltrúi           | 66                  | Polissekreterare               | Assistentåklagare                      |
| 7.                 | Varðstjóri                 | 126                 | Polisinspektör                 | -                                      |
| 7.                 | Rannsóknarlögreglumaður    | 111                 | Kriminalinspektör              | -                                      |
| 8.                 | Lögreglumaður              | 258                 | Polisassistent                 | -                                      |
| 9.                 | Lögreglunemi               | ..                  | Polisaspirant                  | -                                      |
| 9.                 | Héraðslögreglumaður        | 47                  | saknar motsvarighet            | -                                      |
| 9.                 | Afleysingamaður í lögreglu | 13                  | saknar motsvarighet            | -                                      |

- Kursiverade tjänstegrader kan bara innehas av polisjurister.

1. ↑  Fjärdingsman
2. ↑  Extraanställd polis som ej genomgått polisskolan